# 七尾市立御祓中学校
七尾市立御祓中学校（ななおしりつ みそぎちゅうがっこう）は、石川県七尾市小島町にあった公立中学校。

## 概要
七尾市では歴史のある中学校の一つで、生徒数は七尾東部中学校に次いで多かった。ほとんどの生徒は小丸山小学校からそのまま上がってきていた。
学業成績では、能登地区でトップクラスで、地元の進学校である石川県立七尾高等学校には、9割近くの生徒が進学していた。
山の斜面につくられているため、玄関が2階にあった。また、周りは山の寺寺院群と呼ばれ、寺が多かった。野球部が練習で使う内野からは1塁側に墓や、寺が見え、練習中にお経が聞こえることも多々あった。

## アクセス
- 電車：七尾駅より徒歩3分

## 沿革
- 1947年(昭和22年) - 七尾市立御祓小学校と県立七尾中学校の一部を借用し開校
- 1948年(昭和23年) 県立七尾高等学校第二教場に移転し、同校付設中学校と同時使用
- 1949年(昭和24年) - 付設中学校廃止となり、校舎を全面使用
- 1951年(昭和26年) - 校歌制定
- 1955年(昭和30年) - 体育館落成
- 1956年(昭和31年) - 運動場拡張
- 1968年(昭和43年) - プール竣工式
- 1969年(昭和44年) - 学校所在地　七尾市小島町ル部42番地と呼称
- 1975年(昭和50年) - 運動場拡張
- 1979年(昭和54年) - 現校舎建設地鎮祭執行
- 1981年(昭和56年) - 現校舎落成式
- 1984年(昭和59年) - 同窓の森造成
- 1990年(平成2年) - トレーニングコース完成
- 1991年(平成3年) - 生徒会歌制定
- 1993年(平成5年) - 新体育館落成式
- 1996年(平成8年) - 武道館(煌明館)完成　　教育目標『健体、康心、城智』制定
- 1999年(平成11年) - 図書室に冷暖房機3台設置
- 2007年(平成19年) - 運動場夜間照明設置、バリアフリー工事、エレベーター設置
- 2017年(平成29年) - 七尾市立朝日中学校、七尾市立田鶴浜中学校と統合され七尾市立七尾中学校となる。

## 委員会
(委員会略)
- 生活
- 体育
- 保健
- 給食
- 放送
- 整備
- 文化
- 図書
- 交通安全
- ボランティア

かつて存在した委員会
- 新聞：文化委員会に吸収
- 園芸：整備委員会に吸収
- 議長団：廃止

## 部活動
文武両道の校風に従い、部活動は活発であった。県大会や北信越大会で上位に食い込む部活動もあった。
運動部
- 野球部
- ソフトテニス部（男）
- バレーボール部（男）
- バスケットボール部（男・女）
- バドミントン部（女）
- サッカー部
- 卓球部
- 剣道部

文化部
- 吹奏楽部
- 美術工芸部

かつて存在した部活動
- ソフトボール部
- 水泳部
- 柔道部
- 陸上競技部
- 合唱部

## 著名な出身者
- 茶谷義隆 - 七尾市長
- 辻口博哲 - パティシエ
- 近藤由紀子 - 芸術プロデューサー